# مشاور بهداشت روان
مشاور بهداشت روان ( به انگلیسی: A mental health counselor) ، یا مشاور ، شخصی است که با اشخاص و گروه ها جهت ارتقاء سلامت روانی و عاطفی بهینه همکاری می کند. چنین افرادی ممکن است به افراد در مقابله با موضوعات مرتبط با اعتیاد و سوء مصرف مواد . خانواده ، والدین و مشکلات زناشویی ؛ مدیریت استرس ؛ عزت نفس ؛ و پیری همکاری کنند. دفتر آمار کار ایالات متحده "مشاوران بهداشت روان" را از "مددکاران اجتماعی" ، " روانپزشکان " و " روانشناسان " متمایز کرده است. 